# Calmus Ensemble Leipzig
Das Calmus Ensemble Leipzig ist ein Leipziger Vokalquintett, das 1999 von fünf ehemaligen Thomanern gegründet wurde. Sein erstes Album erschien 2001.

## Geschichte
Bei einer internen Veranstaltung des Leipziger Thomanerchores traten im Oktober 1996 erstmals Sebastian Krause, Markus Arnold, Ludwig Böhme und Ulrich Barthel zusammen mit „Ein Freund, ein guter Freund“ auf. Aufgrund der positiven Resonanz entschlossen sie sich, weiterhin zusammen zu singen, damals vor allem Lieder der Comedian Harmonists und klassische Männerchöre.
Nachdem 1998 alle vier Sänger den Thomanerchor verlassen hatten, gründeten sie ein Ensemble. Dessen erstes Konzert fand Anfang 1999 in einer Kirche bei Leipzig statt. Nachdem der Tenor Martin Lattke zum Ensemble stieß, benannten sie sich Mitte 1999 in Calmus, eine Kombination der Initialen aus Arnold, Ludwig, Martin, Ulrich, Sebastian, ergänzt durch ein C zu Beginn.
Von 2002 bis 2021 bestand die Besetzung aus vier Männer- und einer Frauenstimme. Seit 2021 ist auch der Alt mit einer Frauenstimme besetzt. Konzertreisen führten die Gruppe in zahlreiche Länder Europas, Nord- und Südamerika sowie nach Asien. Neben der Konzerttätigkeit wird auch eine Noten-Edition herausgegeben, die unter anderem Arrangements beinhaltet, welche speziell für Calmus geschrieben wurden. Zu den Arrangeuren gehören Philip Lawson (ehemaliger Bariton der King’s Singers), Fredo Jung, Hannu Lepola (Tenor der Gruppe Rajaton) und Mitglieder des Ensembles. Außerdem werden regelmäßig Kompositionsaufträge vergeben.
Im Laufe seines Bestehens hat das Quintett zahlreiche Preise und Auszeichnungen erhalten.

## Diskographie (Auswahl)
| Erstveröffentlichung | Titel                                           | Verlag             | Besetzung |
| -------------------- | ----------------------------------------------- | ------------------ | --- |
| 2001                 | Dir, dir, Jehova, will ich singen               | Querstand          | Anja Lipfert (Sopran), Sebastian Krause (Alt), Martin Lattke (Tenor), Sven Schönborn (Tenor), Ludwig Böhme (Bariton), Ulrich Barthel (Bass) |
| 2003                 | farb töne                                       | Querstand          | Anja Lipfert (Sopran), Sebastian Krause (Alt), Martin Lattke (Tenor), Sven Schönborn (Tenor), Ludwig Böhme (Bariton), Ulrich Barthel (Bass) |
| 2004                 | Carmina fati                                    | Querstand          | Anja Lipfert (Sopran), Sebastian Krause (Alt), David Erler (Alt), Martin Lattke (Tenor), Ludwig Böhme (Bariton), Ulrich Barthel (Bass) |
| 2004                 | Weihnacht                                       | Querstand          | Anja Lipfert (Sopran), Sebastian Krause (Alt), David Erler (Alt), Martin Lattke (Tenor), Ludwig Böhme (Bariton), Ulrich Barthel (Bass); zusammen mit den Leipziger Blechbläsersolisten: Rainer Regner (Trompete), Bernd Bartels (Trompete), Rainer Köhler (Horn), Bernd Angerhöfer (Tuba), Uwe Gebel (Posaune)                         |
| 2006                 | Winterstimmen                                   | Conträr Musik      | Anja Lipfert (Sopran), Sebastian Krause (Alt), Martin Lattke (Tenor), Ludwig Böhme (Bariton), Ulrich Barthel (Bass) |
| 2007                 | One More Song                                   | Querstand          | Anja Lipfert (Sopran), Sebastian Krause (Alt), Tobias Pöche (Tenor), Ludwig Böhme (Bariton), Joe Roesler (Bass) |
| 2007                 | Dir, dir, Jehova, will ich singen               | Querstand          | Anja Lipfert (Sopran), Sebastian Krause (Alt), Martin Lattke (Tenor), Tobias Pöche (Tenor), Sven Schönborn (Tenor), Ludwig Böhme (Bariton), Ulrich Barthel (Bass), Joe Roesler (Bass) |
| 2008                 | made in Leipzig                                 | Querstand          | Anja Lipfert (Sopran), Sebastian Krause (Alt), Tobias Pöche (Tenor), Ludwig Böhme (Bariton), Joe Roesler (Bass); Gäste: Gesine Adler (Sopran), David Erler (Alt), Andreas Fischer (Tenor) |
| 2008                 | Lied:gut! – Die schönsten deutschen Volkslieder | Chrismon           | Anja Lipfert (Sopran), Sebastian Krause (Alt), Tobias Pöche (Tenor), Ludwig Böhme (Bariton), Joe Roesler (Bass) |
| 2009                 | Calmus Christmas Carols                         | Carus              | Anja Lipfert (Sopran), Sebastian Krause (Alt), Tobias Pöche (Tenor), Ludwig Böhme (Bariton), Joe Roesler (Bass) |
| 2010                 | Hausmusik                                       | Carus              | Anja Lipfert (Sopran), Sebastian Krause (Alt), Tobias Pöche (Tenor), Ludwig Böhme (Bariton), Joe Roesler (Bass), Hendrik Bräunlich (Klavier) |
| 2011                 | Mythos 116                                      | Carus              | Anja Lipfert (Sopran), Sebastian Krause (Alt), Tobias Pöche (Tenor), Ludwig Böhme (Bariton), Joe Roesler (Bass) |
| 2012                 | touched                                         | Carus              | Anja Pöche (Sopran), Sebastian Krause (Alt), Tobias Pöche (Tenor), Ludwig Böhme (Bariton), Joe Roesler (Bass) |
| 2012                 | Das Mozärtliche Schneewittchen                  | Eigenverlag        | Anja Pöche (Sopran), Sebastian Krause (Alt), Tobias Pöche (Tenor), Ludwig Böhme (Bariton), Joe Roesler (Bass) |
| 2013                 | BachArkaden                                     | Carus              | Anja Pöche (Sopran), Sebastian Krause (Alt), Tobias Pöche (Tenor), Ludwig Böhme (Bariton), Joe Roesler (Bass); zusammen mit der Lautten Compagney: Wolfgang Katschner (Theorbe), Karola Elßner (Saxophon), Ulrike Becker (Viola da gamba), Martin Ripper (Flöte), Peter Bauer (Percussion, Marimbaphon)                                |
| 2014                 | Nachtgedanken                                   | Carus              | Anja Pöche (Sopran), Sebastian Krause (Alt), Tobias Pöche (Tenor), Ludwig Böhme (Bariton), Joe Roesler (Bass), Elke Heidenreich (Lesungen) |
| 2014                 | Madrigals of Madness                            | Carus              | Anja Pöche (Sopran), Sebastian Krause (Alt), Tobias Pöche (Tenor), Ludwig Böhme (Bariton), Joe Roesler (Bass) |
| 2015                 | Weihnachtslieder aus aller Welt                 | Carus              | Anja Pöche (Sopran), Sebastian Krause (Alt), Tobias Pöche (Tenor), Ludwig Böhme (Bariton), Manuel Helmeke (Bass) |
| 2016                 | Mitten im Leben 1517                            | Carus              | Anja Pöche (Sopran), Sebastian Krause (Alt), Tobias Pöche (Tenor), Ludwig Böhme (Bariton), Manuel Helmeke (Bass); zusammen mit der Lautten Compagney: Wolfgang Katschner (Laute, Leitung), Martin Ripper (Flöte), Friederike Otto (Zink), Andreas Pfaff (Violine), Ulrike Becker (Gambe), Hans-Werner Apel (Laute)                     |
| 2017                 | Luther Collage                                  | Carus              | Anja Pöche (Sopran), Sebastian Krause (Alt), Tobias Pöche (Tenor), Ludwig Böhme (Bariton), Manuel Helmeke (Bass) |
| 2018                 | Folksongs                                       | Carus              | Anja Pöche (Sopran), Sebastian Krause (Alt), Tobias Pöche (Tenor), Ludwig Böhme (Bariton), Manuel Helmeke (Bass) |
| 2019                 | Leipziger Disputation                           | Carus              | Anja Pöche (Sopran), Sebastian Krause (Alt), Tobias Pöche (Tenor), Ludwig Böhme (Bariton), Manuel Helmeke (Bass); zusammen mit dem Ensemble Amarcord: Wolfram Lattke (Tenor), Robert Pohlers (Tenor), Frank Ozimek (Bariton), Daniel Knauft (Bass), Holger Krause (Bass); Gäste: Isabel Schicketanz (Sopran), Anna Kellnhofer (Sopran) |
| 2020                 | Landmarks                                       | Carus              | Anja Pöche (Sopran), Stefan Kahle (Alt), Tobias Pöche (Tenor), Ludwig Böhme (Bariton), Manuel Helmeke (Bass) |
| 2021                 | Mosaik                                          | iMD-CalmusEnsemble | Anja Pöche (Sopran), David Erler (Alt), Friedrich Bracks (Tenor), Ludwig Böhme (Bariton), Manuel Helmeke (Bass) |
| 2022                 | Bach for five                                   | Bayer Records      | Anja Pöche (Sopran), Maria Kalmbach (Alt), Friedrich Bracks (Tenor), Ludwig Böhme (Bariton), Manuel Helmeke (Bass) |
| 2023                 | Christmas Lights                                | Bayer Records      | Elisabeth Mücksch (Sopran), Maria Kalmbach (Alt), Friedrich Bracks (Tenor), Jonathan Saretz (Bariton), Michael B. Gernert (Bass) |
| 2024                 | Rethinking the Well-Tempered Clavier            | Navona Records     | Natalya Pasichnyk (Piano), Anja Pöche (Sopran), Maria Kalmbach (Alt), Friedrich Bracks (Tenor), Ludwig Böhme (Bariton), Manuel Helmeke (Bass) |
| 2024                 | Liebesleid                                      | Bayer Records      | Elisabeth Mücksch (Sopran), Maria Kalmbach (Alt), Friedrich Bracks (Tenor), Jonathan Saretz (Bariton), Michael B. Gernert (Bass) |

## Preise und Auszeichnungen
- 2002: Robert-Schumann-Chorpreis der Stadt Zwickau
- 2003: Bestes Nachwuchsensemble des Internationalen Festivals für Vokalmusik „a cappella“
- 2004: Contemporary A Cappella Recording Award (CARA) als „Best Classical Album“ für farb töne
- 2004: CARA als „Best Classical Song“ für das Stück Guter Mond, du gehst so stille des Albums farb töne
- 2004: 1. Preisträger beim Jugend kulturell Förderpreis in der Sparte „A cappella“
- 2005: CARA als „Best Classical Album“ für Carmina fati
- 2005: CARA als „Best Classical Song“ für das Stück Madrigal II von Olav Kröger (Album Carmina fati)
- 2009: Echo Klassik in der Sparte „Klassik ohne Grenzen“ für Lied:gut! – Die schönsten deutschen Volkslieder
- 2011: Supersonic Award der Musikzeitschrift Pizzicato für Mythos 116
- 2014: Supersonic Award für Nachtgedanken[12]
- 2015: Supersonic Award für Madrigals of Madness[13]
- 2019: Opus Klassik in der Sparte „Chorwerkeinspielung des Jahres“ gemeinsam mit dem Ensemble Amarcord für Leipziger Disputation[14]
- 2022: Supersonic Award für Bach for five[15]